# Euphyia cnephaeopa
Euphyia cnephaeopa là một loài bướm đêm trong họ Geometridae.